# Älgtjärnen (Bergs socken, Jämtland)
Älgtjärnen är en sjö i Bergs kommun i Jämtland och ingår i Ljungans huvudavrinningsområde.